# إلكتريد

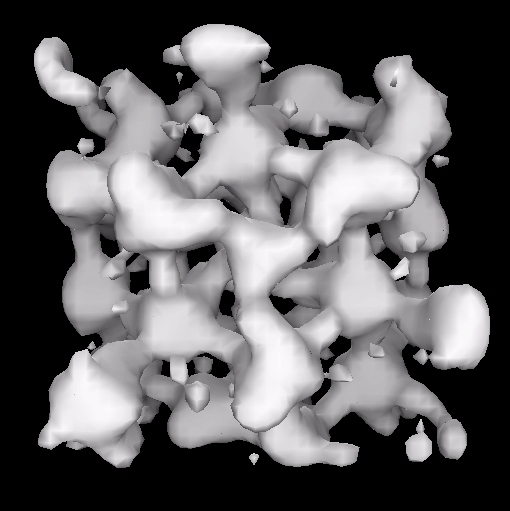
تمثيل للتجويفات والقنوات في مركب إلكتريدي

الإلكتريد (electride) هو مركب أيوني تكون فيه الإلكترونات هي الحاملة للشحنة الكهربائية السالبة (الأنيونات). من أمثلة هذه المركبات محاليل الفلزات القلوية في الأمونيا.

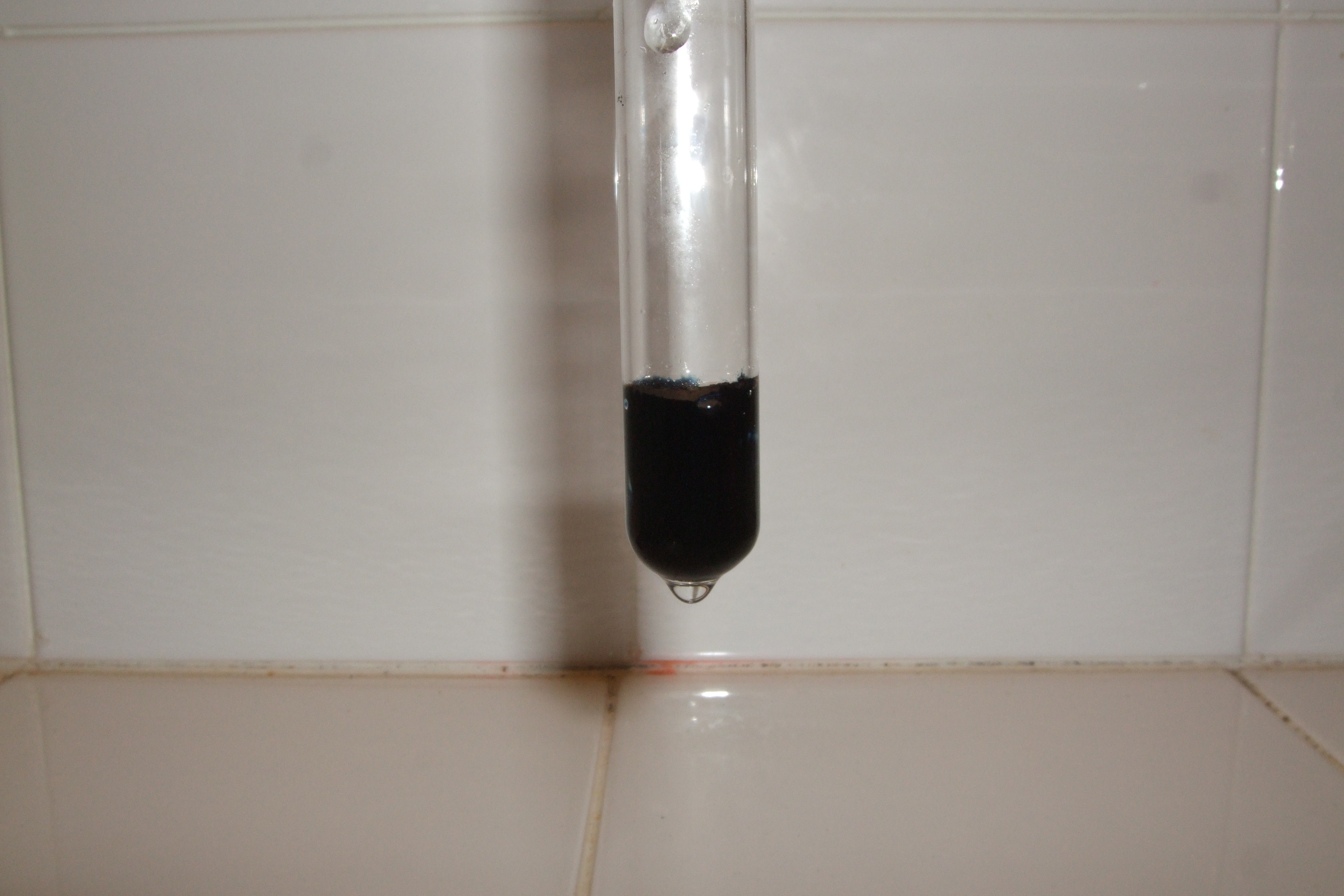
محلول أزرق من الصوديوم في الأمونيا حيث يتشكل الإلكتريد

في حالة الصوديوم تكون المحاليل في الأمونيا ذات لون أزرق ومكونة من +[Na(NH3)6] ومن إلكترونات متذاوبة (من التذاوب solvated electron)
−Na + 6 NH3 → [Na(NH3)6]+,e
يكون للكاتيون +[Na(NH3)6] هنا على شكل معقد تساندي ثماني السطوح.
تعد أملاح الإلكتريدات من المختزلات القوية، وتستخدم على سبيل المثال في تفاعل بيرتش. يؤدي تبخير هذه المحاليل إلى الحصول على مرآة من ذرات الصوديوم.

## للمزيد من الاطلاع
- J. L. Dye؛ M. J. Wagner؛ G. Overney؛ R. H. Huang؛ T. F. Nagy؛ D. Tománek (1996). "Cavities and Channels in Electrides" (PDF). J. Am. Chem. Soc. ج. 118 ع. 31: 7329. DOI:10.1021/ja960548z. مؤرشف من الأصل (reprint) في 2017-08-08.
- JCTC